# Kanton Besançon-3
Der Kanton Besançon-3 ist ein französischer Wahlkreis im Département Doubs in der Region Bourgogne-Franche-Comté. Er umfasst einen Teilbereich der Stadt Besançon und vier weitere Gemeinden im Arrondissement Besançon. Bei der landesweiten Neuordnung der französischen Kantone wurde er 2015 neu geschaffen mit Besançon als Hauptort (frz.: bureau centralisateur).

## Gemeinden
Der Kanton besteht aus fünf Gemeinden und Gemeindeteilen mit insgesamt 30.371 Einwohnern (Stand: 1. Januar 2022) auf einer Gesamtfläche von 52,38 km²:
| Gemeinde          | Einwohner 1. Januar 2022 | Fläche km² | Dichte Einw./km² | Code INSEE | Postleitzahl |
| ----------------- | ------------------------ | ---------- | ---------------- | ---------- | ------------ |
| Besançon          | 22.727                   | 27,40      | 829              | 25056      | 25000        |
| Châtillon-le-Duc  | 2.025                    | 6,26       | 323              | 25133      | 25870        |
| Les Auxons        | 2.522                    | 10,16      | 248              | 25035      | 25870        |
| Miserey-Salines   | 2.660                    | 6,22       | 428              | 25381      | 25480        |
| Tallenay          | 437                      | 2,34       | 187              | 25557      | 25870        |
| Kanton Besançon-3 | 30.371                   | 52,38      | 580              | 2506       | –            |

1. ↑   Nur der nördliche Teil der Gemeinde, der Rest verteilt sich auf die Kantone Besançon-1, Besançon-2, Besançon-4, Besançon-5 und Besançon-6.

## Politik
| Vertreter im Departementrat | Vertreter im Departementrat         | Vertreter im Departementrat |
| Amtszeit                    | Namen                               | Partei                      |
| --------------------------- | ----------------------------------- | --------------------------- |
| 2015–2021                   | Marie-Laure Dalphin Philippe Gonon  | LR DVD                      |
| 2021–                       | Marie-Laure Dalphin Serge Rutkowski | LR DVD                      |